# We Will Rock You (koncertfilm)
A We Will Rock You a brit Queen együttes koncertfilmje, amely az 1981. november 24-25-i montréali koncertjüket örökíti meg. Először 1984-ben jelent meg, de több újrakiadást is megért VHS-en, laserdiscen és DVD-n egyaránt. Legutóbb 2007-ben Queen Rock Montreal címen adták ki újra.
Az eredeti VHS-kiadásokon 21 dal szerepelt, aztán a DVD-s újrakiadásokra már felkerült a koncert intrója, a dob- és gitárszólók, illetve az Elvis Presley-dal, a Jailhouse Rock előadása. Még így sem teljes azonban a koncertfelvétel, mivel a Flash és a The Hero című dalok ugyan elhangzottak a koncerten, de valamiért a filmbe nem kerültek be. Ez a két dal csak a Queen Rock Montreal kétlemezes CD-változatán hallható. A koncertfilm 2001-es DVD-kiadása Dolby Digital 5.1 és DTS 5.1 hanggal, valamint a rendező Saul Swimmer audiokommentárjával jelent meg.
A teljes koncertfilm 90 perces, de az 1984-es első amerikai VHS-kiadást mindössze 60 percesre szerkesztették.

## Számlista
1. Intro*
2. We Will Rock You (gyors változat)
3. Let Me Entertain You
4. Play the Game
5. Somebody to Love
6. Killer Queen
7. I’m in Love with My Car
8. Get Down, Make Love
9. Save Me
10. Now I’m Here**
11. Dragon Attack
12. Love of My Life
13. Under Pressure**
14. Keep Yourself Alive**
15. Drum Solo*
16. Guitar Solo*
17. Crazy Little Thing Called Love**
18. Jailhouse Rock*
19. Bohemian Rhapsody
20. Tie Your Mother Down
21. Another One Bites the Dust**
22. Sheer Heart Attack**
23. We Will Rock You**
24. We Are the Champions**
25. God Save the Queen** (felvételről)

*Csak a DVD-kiadásokon szerepel
**Az 1984-es első amerikai VHS-kiadáson nem szerepel

## Közreműködők
- Freddie Mercury – ének, piano
- Brian May – gitár, ének
- John Deacon – basszusgitár
- Roger Taylor – dobok, ének